# 몰트 위스키

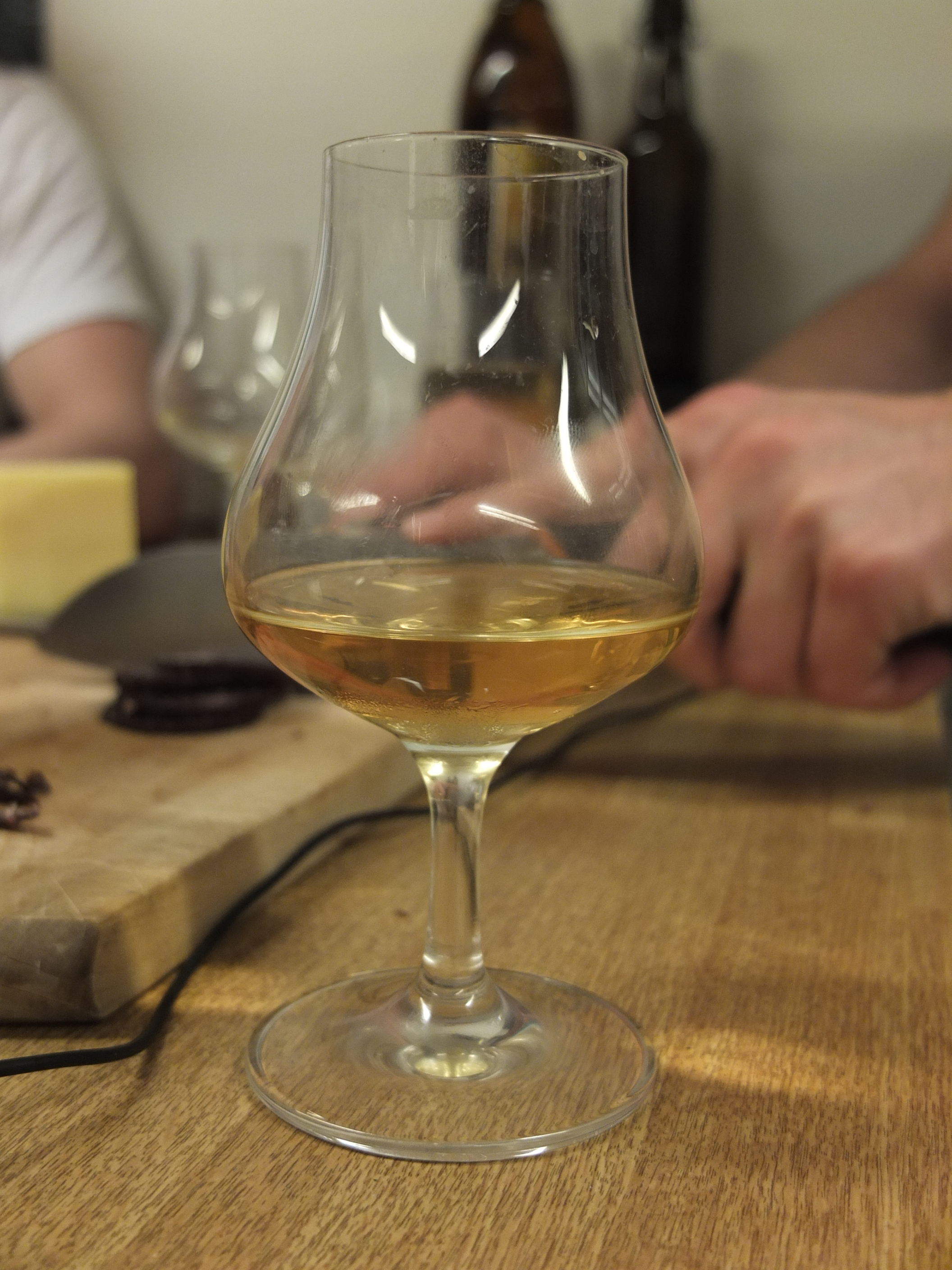
12년산 보모어 싱글 몰트 위스키

몰트 위스키(Malt whisky)는 보리의 엿기름인 맥아를 주 원료로 생산한 위스키의 한 종류이다. 몰트 위스키와 달리 호밀, 밀, 옥수수 등 다양한 곡물이 혼합된 원료로 생산한 위스키는 그레인 위스키(Grain whisky)라고 구분한다.
몰트 위스키 중에서 위스키 원액 생산이 단일한 증류소에서만 이루어졌으면 싱글 몰트 위스키(Single malt whisky)라고 불린다. 몰트 위스키 중에서 싱글 몰트 위스키를 구분하는 기준은 각 나라마다 조금씩 다르다.

## 규정
"몰트 위스키"와 "싱글 몰트 위스키"의 정확한 정의와 생산을 규제하는 제한 사항은 위스키 마케팅을 위해 각 관할권에서 제정한 규정에 따라 다르다. 예를 들어, 스카치 위스키 규정에 따르면 몰트 위스키는 다른 곡물을 첨가하지 않고 물과 맥아 보리를 사용하여 단식증류기에서 만들어야 하며, 위스키는 오크통에서 최소 3년 동안 숙성해야 한다. 새 통을 사용할 필요는 없다. 캐러멜 색소를 첨가할 수 있지만 다른 첨가물은 허용되지 않다.
아일랜드 위스키 규정은 스카치 규정과 거의 동일하다. 몰트 위스키는 100% 몰트 보리의 즙을 증류기에서 증류해야 하며, 피트를 첨가하거나 첨가하지 않은 특성이 있을 수 있지만 일반적으로 피트를 첨가하지 않은 몰트를 사용한다. 모든 아일랜드 위스키는 나무 통(이전에 사용되었을 수 있음)에서 최소 3년 동안 숙성해야 하며, 부피 기준으로 최소 40%의 알코올을 포함해야 하며, 캐러멜 색소만이 허용되는 첨가물이다. 싱글 포트 스틸 위스키는 주로 맥아 보리로 만들어졌지만, 맥아가 아닌 보리도 포함되어 있기 때문에 몰트 위스키라고 불리지 않는다. 아일랜드 규정에 따라 별도의 범주로 간주된다.
미국 연방 규정집에 따르면 증류주에 대한 동일성 표준은 "몰트 위스키"를 51% 이상의 맥아 보리 곡물로 발효된 맥아즙에서 알코올 도수(ABV)가 80%를 초과하지 않고, 탄화된 새 오크통에서 ABV가 62.5% 미만인 상태로 숙성되도록 저장한 위스키로 정의한다. 이러한 위스키가 최소 2년 이상 숙성되었고, 추가된 착색제와 향료가 없으며, 주정이나 다른 유형의 위스키와 블렌딩되지 않았다면, 스트레이트 몰트 위스키처럼 "스트레이트(straight)"라는 형용사를 적용할 수 있다. 스트레이트 몰트 위스키가 최소 51% 포함된 블렌디드 위스키는 블렌디드 몰트 위스키 또는 몰트 위스키 - 블렌드로 라벨링할 수 있다.
캐나다 위스키 규정은 캐러멜 색소뿐만 아니라 향료 첨가도 허용한다. 캐나다 위스키의 증류 또는 숙성 알코올 농도에는 최대 한도가 없으므로 숙성 전에 증류액이 중성에 가까울 수 있다. 아일랜드 및 스카치 위스키 숙성 규정과 마찬가지로 캐나다 위스키의 숙성 요구 사항은 3년이며 새 통을 사용할 필요가 없다.